# بخش مرکزی شهرستان تنکابن
بخش مرکزی شهرستان تنکابن یکی از بخش‌های شهرستان تنکابن در استان مازندران در شمال ایران است.

## تقسیمات کشوری
- بخش مرکزی شهرستان تنکابن:
  - شهر تنکابن
  - شهر شیرود
  - دهستان گلیجان
  - دهستان میر شمس الدین

## جمعیت
بنابر سرشماری مرکز آمار ایران در سال ۱۳۹۵ جمعیت بخش مرکزی شهرستان تنکابن برابر با ۹۹٫۱۹۰ نفر بوده‌است.
شهر تنکابن با ۵۵٫۴۳۴ نفر، شهر شیرود با ۱۱٫۳۷۷ نفر، دهستان میر شمس الدین با ۸٫۷۳۶ نفر و دهستان گلیجان با ۲۳٫۶۴۳ نفر، جمعیت بخش مرکزی شهرستان تنکابن را تشکیل می‌دهند.